# Parada do Orgulho LGBT de São Paulo
Parada do Orgulho LGBT de São Paulo é uma parada LGBT que acontece desde 1997 na Avenida Paulista, no município de São Paulo, Brasil. Segundo a SPTuris (empresa estatal de turismo do município de São Paulo), a parada é o evento que atrai mais turistas à cidade de São Paulo. No Brasil inteiro, fica atrás apenas do Carnaval do Rio, quando se consideram os turistas internacionais.[1] Segundo os organizadores, a edição de 2011 apresentou o maior número de participantes de sua história, tendo presentes estimados: 4 milhões de pessoas.
O evento conta com a participação da comunidade LGBT, simpatizantes e pessoas passam pelo local. Uma das principais reivindicações inseridas no evento tem sido o combate à LGBTfobia (tema recorrente desde 2006).
Em sua primeira edição, no dia 28 de junho de 1997, a Parada do Orgulho Gay reuniu cerca de 2 mil pessoas, com o tema "Somos muitos, estamos em várias profissões”. Em 1999, a ONG Associação da Parada do Orgulho GLBT (APOGLBT), organizadora do evento, alterou o nome para Parada do Orgulho GLBT (gays, lésbicas, bissexuais, travestis e transgêneros). Nove anos mais tarde, em 2008, a ONG alterou novamente a sigla para LGBT, a fim de promover maior visibilidade às lésbicas no movimento e também de padronizar o nome do protesto com os de outros países, adotando o nome Parada do Orgulho LGBT. Atualmente, a manifestação é considerada uma das maiores do mundo.

## Histórico

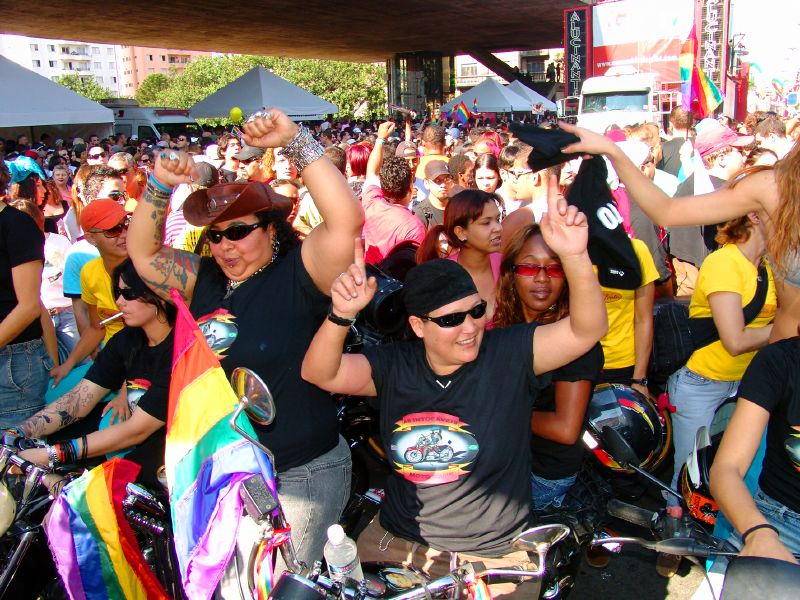
A edição de 2005 levou cerca de 1,8 milhão de pessoas à Avenida Paulista

A edição de 2005 levou entre 1,8 milhão (dados da polícia local: estimativa de assistência às 17h) e 2,5 milhões (dados dos organizadores: estimativa de participantes durante toda a parada) de pessoas à rua, preenchendo por completo a Avenida Paulista. O tema do ano foi "Parceria Civil Já: Direitos Iguais, Nem Mais Nem Menos". Em 2006, a Polícia Militar estimou o público em 2,5 milhões de pessoas (já os organizadores estimaram em 3 milhões), sendo essa a última vez que a PM divulgou sua contagem. Esse número foi para o Guiness Book, considerado como a maior parada gay do mundo.
Em 2009, ao evento aconteceu em 14 de junho, com o tema “Sem homofobia, mais cidadania – Pela isonomia dos direitos”, enfatizando o apoio ao projeto que criminaliza a homofobia no Brasil (Projeto de Lei da Câmara PLC 122/06). A parada deixou bares lotados e contou com a presença da ex-prefeita Marta Suplicy, do prefeito em exercício Gilberto Kassab, e do governador José Serra, além de ter sido aderido por sindicalistas (CTB, CUT, Força Sindical e UGT) e por comunidades religiosas, como a Comunidade Cristã Nova Esperança, além dos tradicionais ativistas e simpatizantes.
No dia 24 de maio de 2016, ano em que a manifestação completou 20 anos, o prefeito de São Paulo em exercício, Fernando Haddad (PT), assinou um decreto incluindo a Parada do Orgulho LGBT no calendário oficial de eventos da cidade. Desse modo, o evento se tornou oficial, acontecendo no mês de maio ou de junho, anualmente. Além disso, também ficou determinado que a administração municipal poderá, se quiser, colaborar financeiramente com o protesto. Nesse mesmo ano, o elenco da série “Sense8”, da Netflix, gravou cenas da segunda temporada no evento. Os atores Jamie Clayton (Nomi Marks), Max Riemelt (Wolfgang Bogdanow), Alfonso Herrera (Hernando), Freema Agyeman (Amanita), Miguel Ángel Silvestre (Lito Rodriguez) e a diretora, Lana Wachowski, subiram em um trio elétrico para gravar as filmagens. Na cena gravada, Lito, personagem de Miguel Ángel Silvestre, que é um ator homossexual não assumido, declara-se gay para a multidão e beija o namorado Hernando (Alfonso Herrera). Os outros integrantes de “Sense8” também participaram da filmagem, protagonizando beijos quentes e performances ao som de Beyoncé e funk .

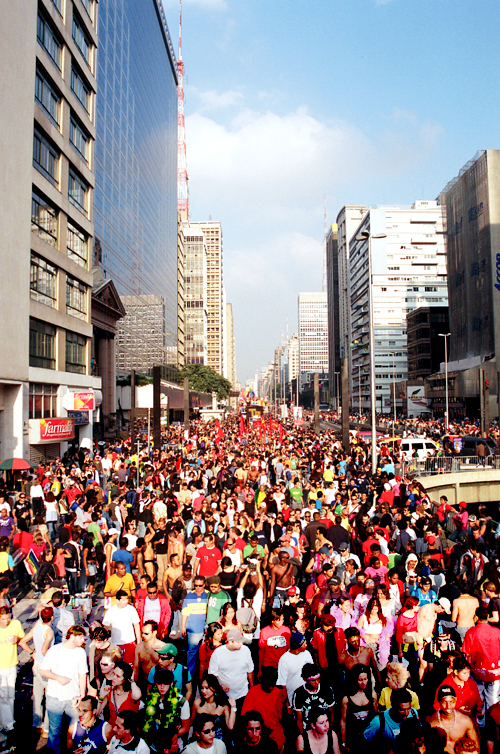
Parada LGBT de 2007

Esta não foi a primeira vez em que atores de séries da Netflix participaram da Parada LGBT de São Paulo, apesar de nunca terem gravado uma cena no evento antes. Em 2014, a atriz Lea DeLaria, que dá vida à personagem Big Boo, em “Orange Is the New Black”, participou da Parada. Já em 2015, colegas de elenco de DeLaria, Uzo Aduba (Crazy Eyes), Natasha Lyonne (Nicky Nichols) e Samira Wiley (Poussey Washington) também marcaram presença na Avenida Paulista.
A edição de 2016 foi aberta pela Drag Queen Tchaka, e teve como tema  "Lei de identidade de gênero, já! - Todas as pessoas juntas contra a Transfobia!”. A edição de 2017 ocorreu mais uma vez na Avenida Paulista, no dia 18 de junho e teve como tema: "O Estado Laico". Colocando em cheque um conceito do secularismo onde o poder do Estado é oficialmente imparcial em relação às questões religiosas, não apoiando nem se opondo a nenhum tipo de religião. Pretendendo conter e atrair mais públicos para a parada, a diretoria vêm negociando mudanças para as próximas. Isso se deve ao fato de muitos terem passado a vê-la como apenas mais uma "passeata chata", por isso, para o próximo ano, estão sendo negociados carros de som de blocos carnavalescos, a presença da bateria da Unidos de Vila Maria e motoqueiras em Harley-Davidson, com o intuito de divertir aqueles que vem lutar por seus direitos na sociedade e apoiadores da causa.

## Recepção

### Público presente

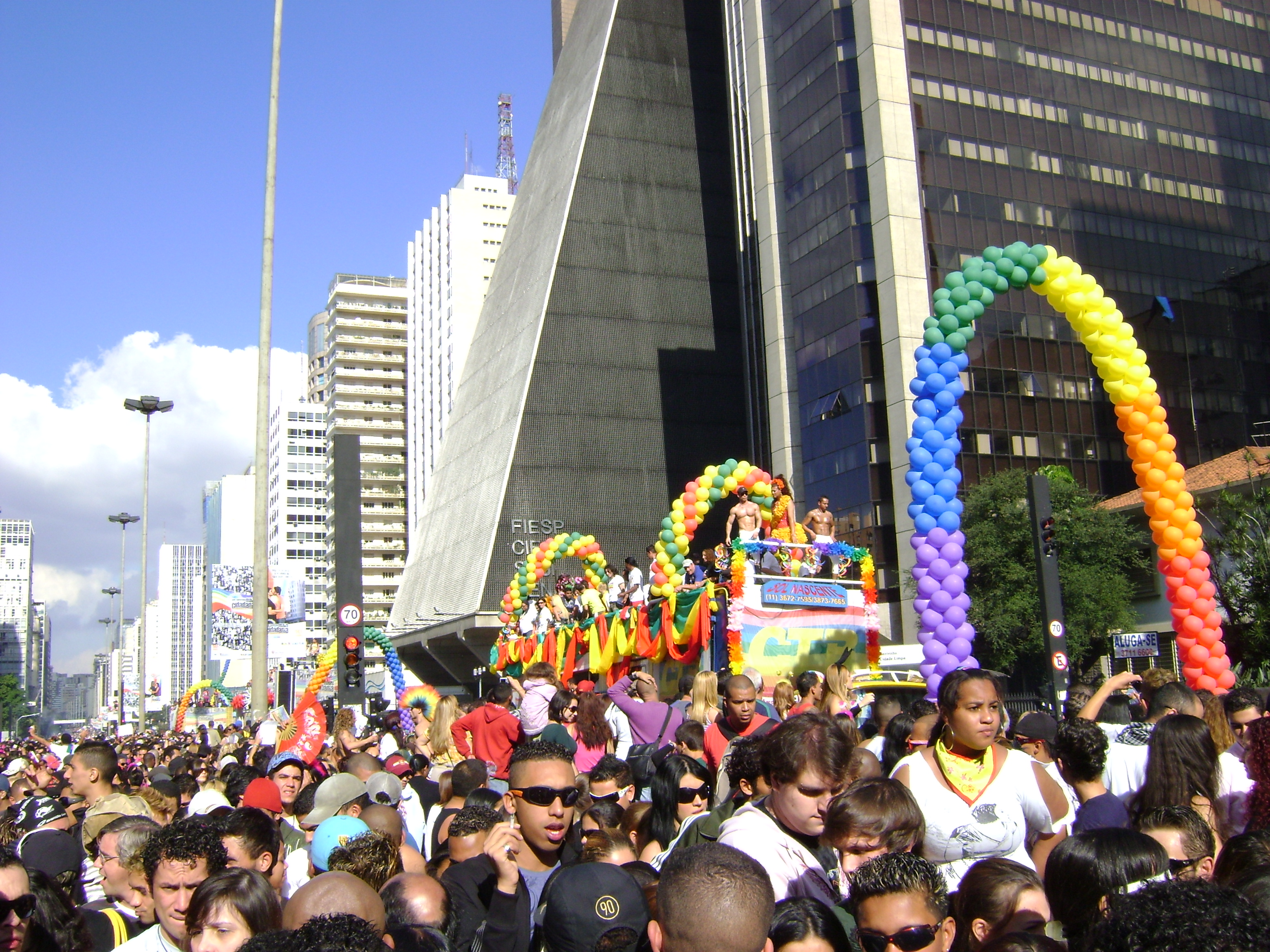
XIII Parada, em 2009, em frente à Fiesp.

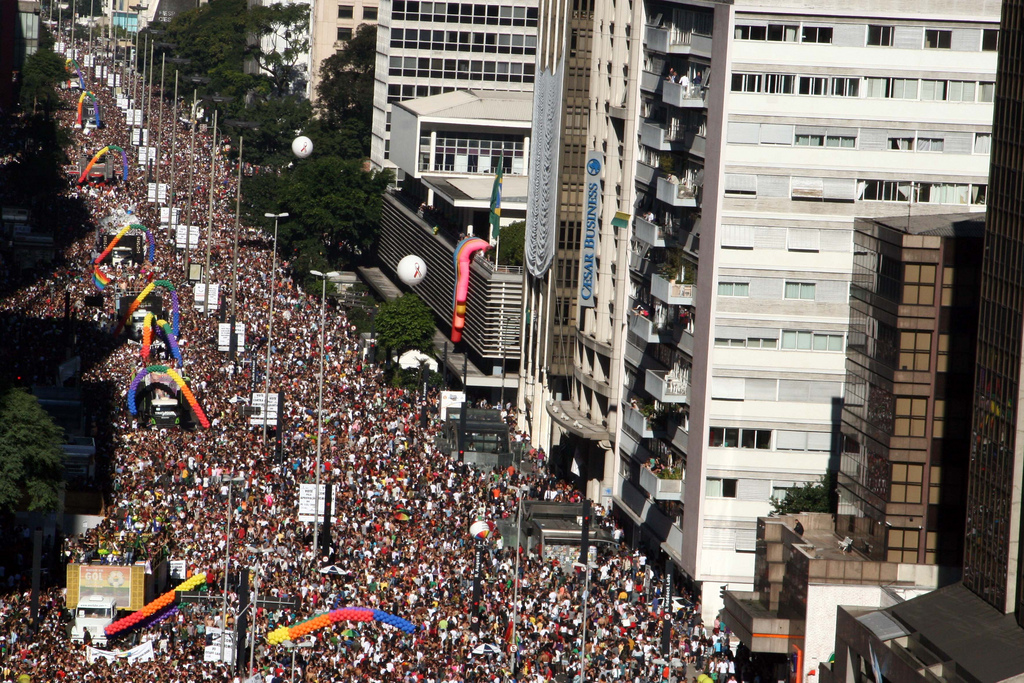
Parada LGBT de 2010

Uma das maiores dificuldades nas Paradas LGBT consiste no cálculo aproximado das pessoas presentes no evento. Tomando-se como exemplo as edições de São Paulo, realizadas na Avenida Paulista, o evento comportaria um público aproximado de 300.000 pessoas num determinado instante. Em contrapartida, dados de ocupação de hotéis e estabelecimentos de hospedagem em 2008 indicam a presença de 300.000 turistas que se dirigiram à capital paulista para participar do evento. Dados de pesquisa de campo, realizados pela APOGLBT em 2005, estimam que 70% dos participantes residem na região metropolitana de São Paulo, ou seja, utilizando essa informação para extrapolar o número de participantes chegaríamos a um número próximo de 1 milhão de pessoas que compareceram ao evento em diferentes momentos, caracterizando uma rotatividade de seus participantes. Segundo estimativas a Polícia Militar de São Paulo, que não fornece mais estimativas oficiais para o evento, a região da avenida Paulista e regiões próximas de aglomeração, poderia comportar um público fixo de 978 mil pessoas. Com uma taxa de renovação de 2:1 durante o evento, a região da avenida Paulista poderia comportar 1,9 milhão de pessoas segundo estimativas da Polícia Militar. Pode-se supor que a taxa de renovação dos participantes da região metropolitana de São Paulo seja maior que a dos turistas considerando a proximidade de deslocamento, permitindo que números maiores de participantes sejam estimados. Com essas dificuldades em se calcular a rotatividade dos participantes, o público de 2007 foi estimado em 3,5 milhões de participantes. Em 2008 o público estimado pela organização do evento foi de 3,4 milhões de pessoas. Em 2009, os organizadores estimaram o público em 3,1 milhões.
As paradas LGBT não são o único evento onde persiste a dificuldade em se estimar o público presente: no movimento das Diretas Já o número de participantes foi estimado em 300 mil pessoas na Praça da Sé cuja dimensão comportaria apenas 50 mil pessoas.
Desde de 2011, quando os organizadores do evento pararam de divulgar no fim do mesmo dia do evento o número de participantes, alegando que mais importante que recordes de público eram as mensagens passadas pelo evento, apareceram algumas controvérsias como um cálculo realizado pelo instituto de pesquisa Datafolha em 2011.[carece de fontes?]

### Pesquisa entre os participantes
Uma pesquisa realizada durante a edição de 2005 do evento, realizada pela associação que coordena o evento e várias universidades (dentre elas, UERJ, USP e UNICAMP), revelou que 57,6% das pessoas que compareciam ao evento o faziam para que os homossexuais tenham mais direitos; 26,7% por curiosidade ou diversão; 8,9% por solidariedade com amigos ou parentes homossexuais; 4,1% para "paquerar"; 1,6% para trabalhar e 1% por outros motivos. Dentre os participantes, 25,9% se declararam heterossexuais. Quando perguntados que leis ou projetos beneficiam a população LGBT, 40,4% lembraram a parceria civil e 26,7%, leis antidiscriminação. 24,1% dos participantes não souberam especificar.

## Lista de edições

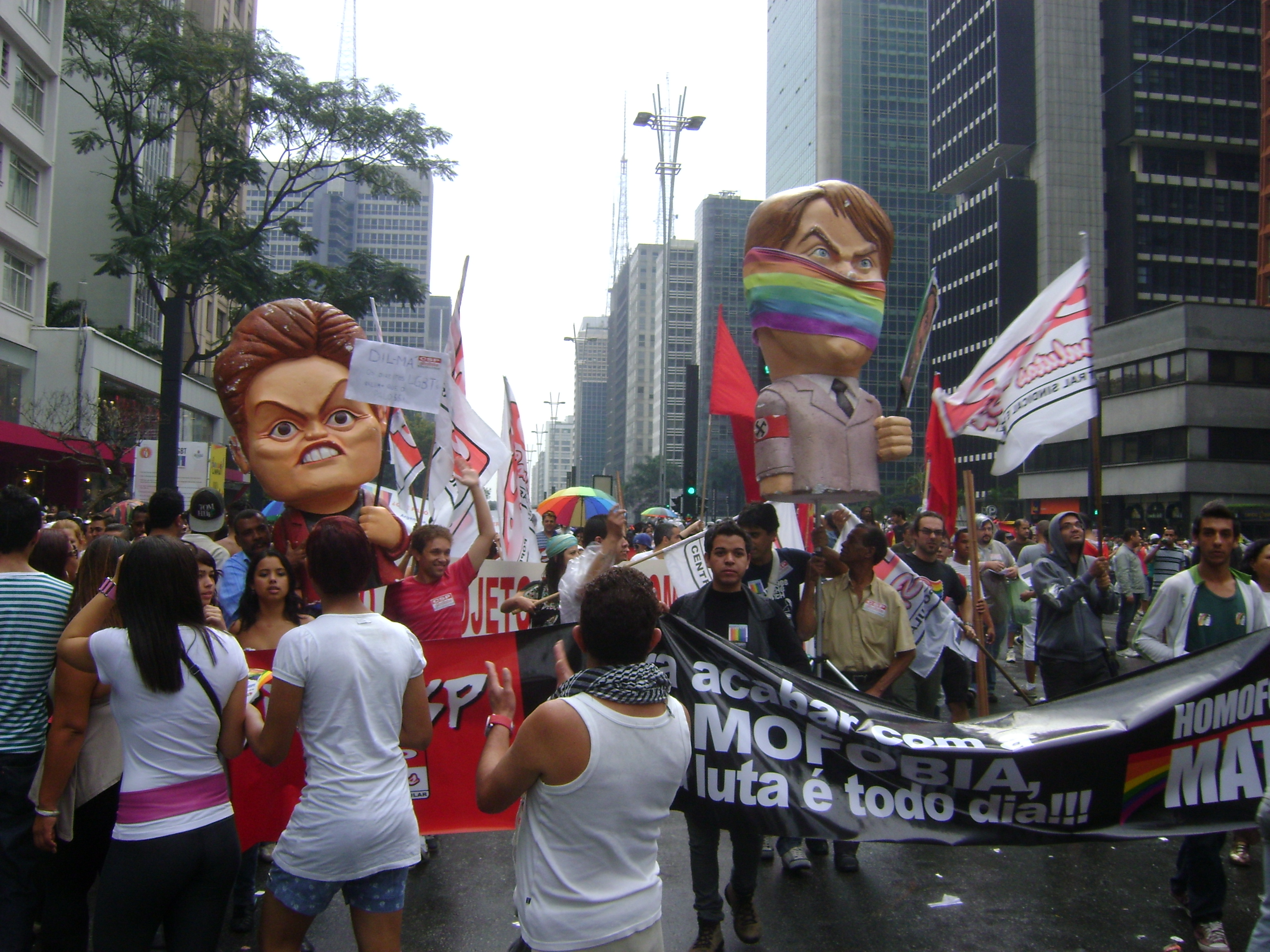
Parada do Orgulho LGBT. São Paulo, 2011

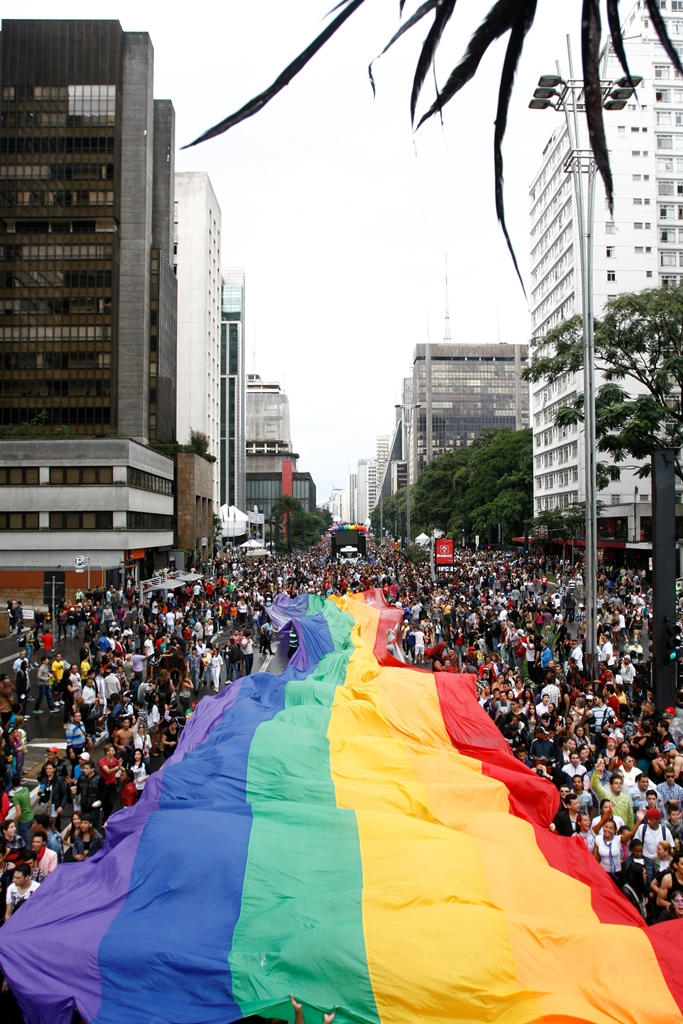
Parada LGBT de 2013

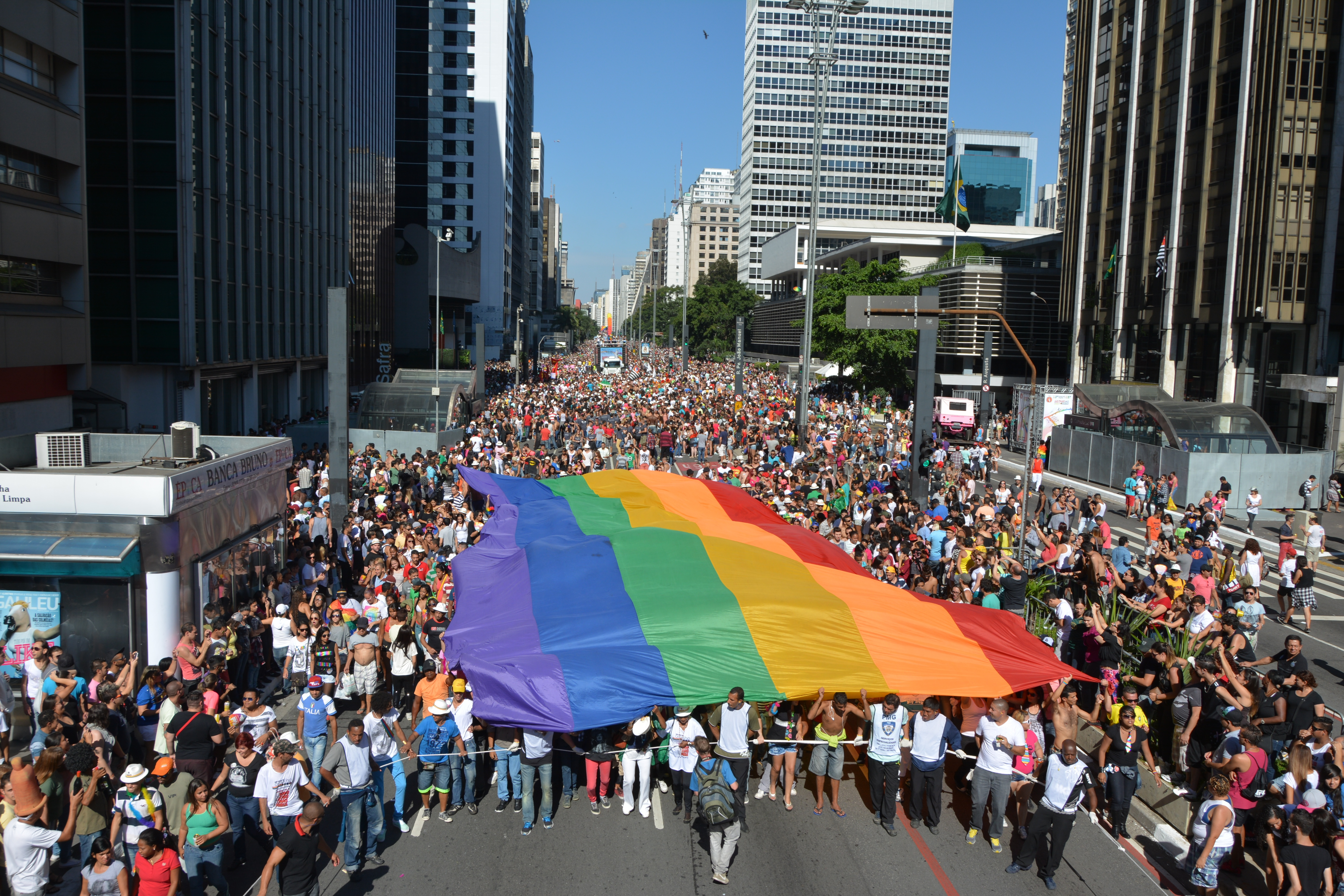
Parada LGBT de 2014

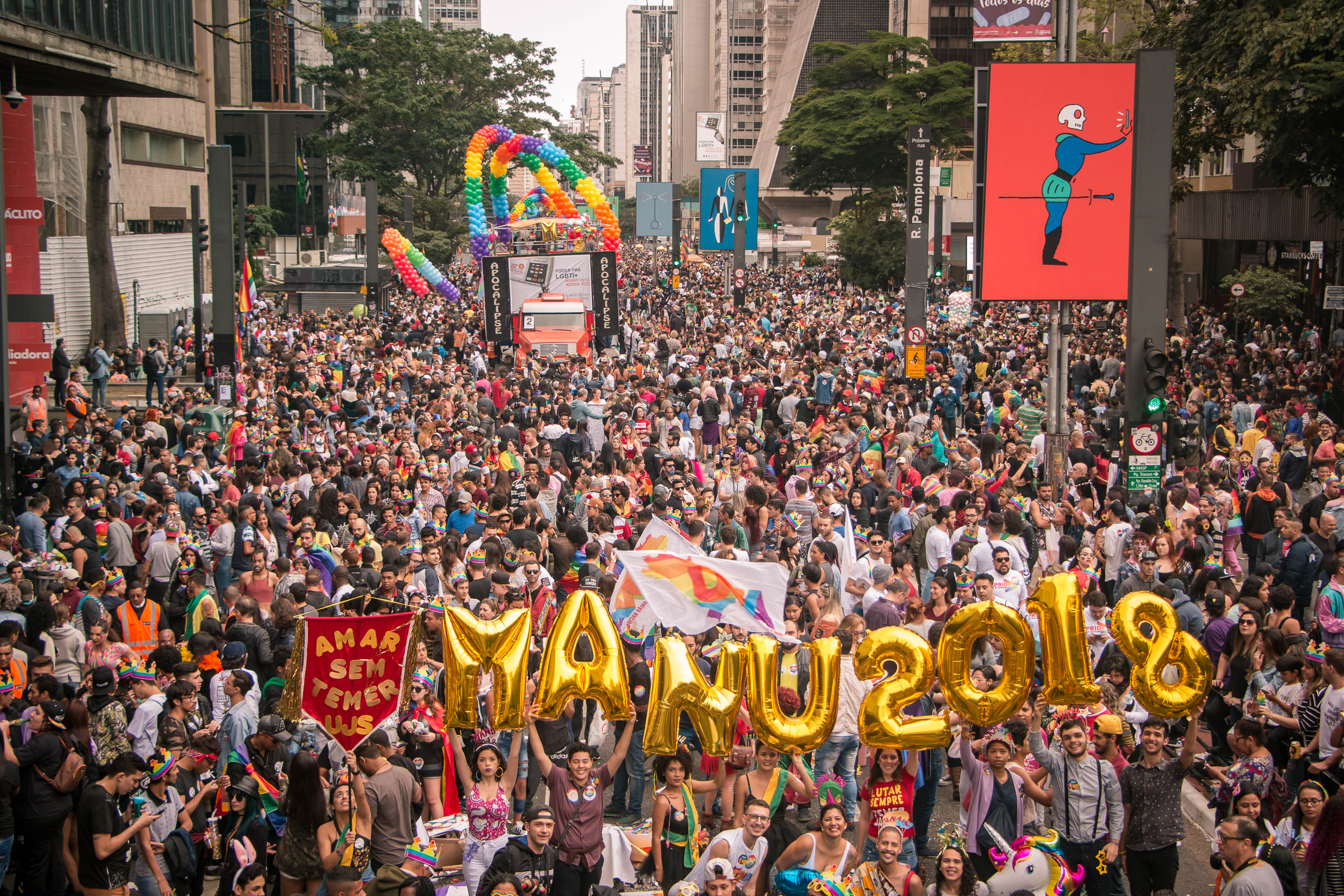
Parada LGBT de 2018

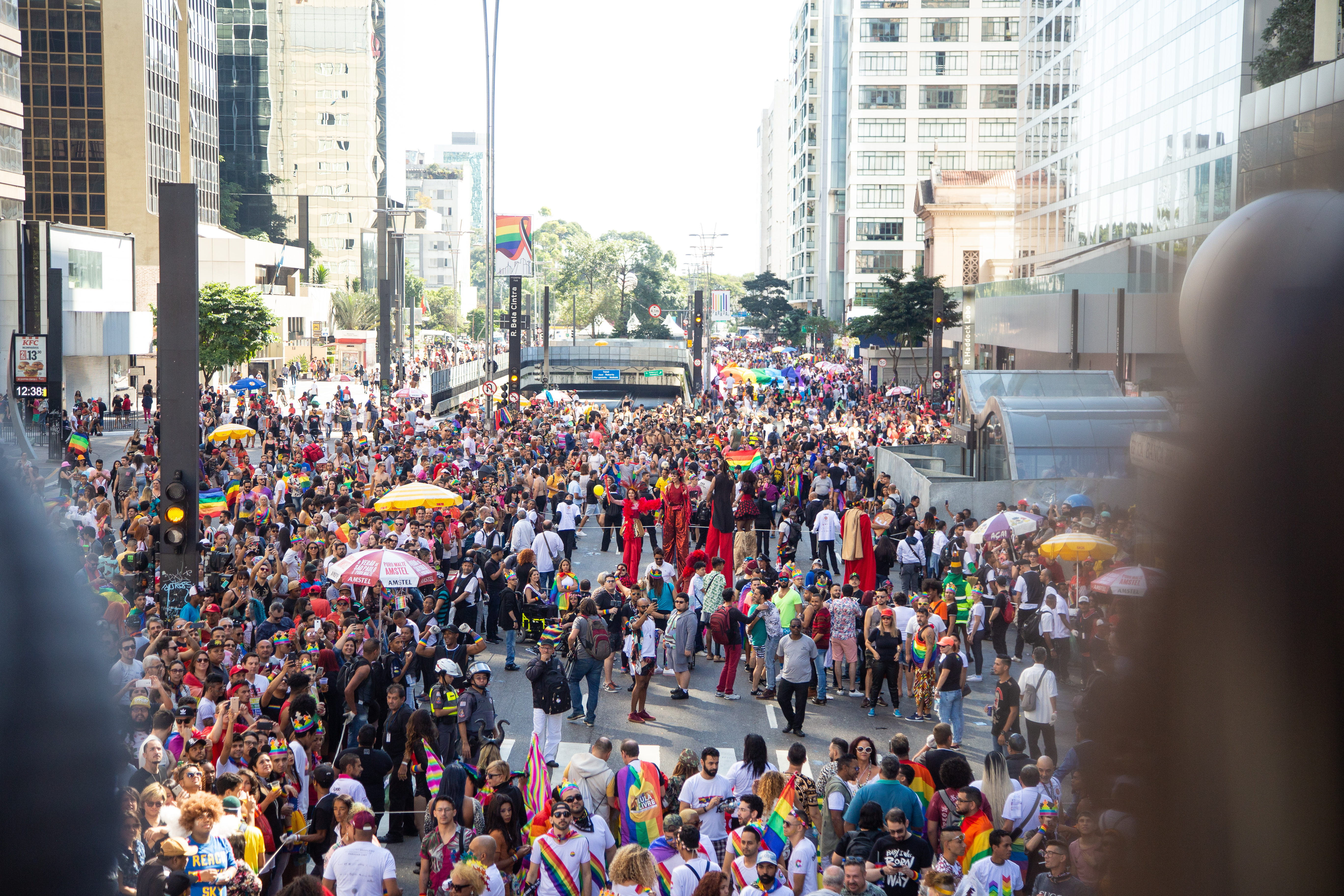
Parada LGBT de 2019

| Ano  | Dia         | Edição | Tema/Slogan                                                                                          | Participantes (est.)                              |
| ---- | ----------- | ------ | --- | ------------------------------------------------- |
| 1997 | 28 de junho | I      | "Somos muitos, estamos em todas as profissões"                                                       | 2.000 (PM)                                        |
| 1998 |             | II     | "Os direitos de gays, lésbicas e travestis são direitos humanos"                                     | 8.000 (PM)                                        |
| 1999 |             | III    | "Orgulho gay no Brasil, rumo ao ano 2000"                                                            | 35.000 (PM)                                       |
| 2000 | 26 de junho | IV     | "Celebrando o Orgulho de Viver a Diversidade"                                                        | 120.000 (org.) 100.000 (PM)                       |
| 2001 | 17 de junho | V      | "Abraçando a Diversidade"                                                                            | 200.000 (PM)                                      |
| 2002 | 2 de junho  | VI     | "Educando para a Diversidade"                                                                        | 700.000 (org.) 400.000 (PM)                       |
| 2003 | 22 de junho | VII    | "Construindo Políticas Homossexuais"                                                                 | 1.000.000 (org.) 800.000 (PM)                     |
| 2004 | 8 de junho  | VIII   | "Temos Família e Orgulho"                                                                            | 1.800.000 (org.) 1.500.000 (PM)                   |
| 2005 | 29 de maio  | IX     | "Parceria civil, já. Direitos iguais! Nem mais nem menos"                                            | 2.500.000 (org.) 1.800.000 (PM)                   |
| 2006 | 17 de junho | X      | "Homofobia é Crime! Direitos Sexuais são Direitos Humanos"                                           | 3.000.000 (org.) 2.500.000* (PM)                  |
| 2007 | 10 de junho | XI     | "Por um mundo sem Racismo, Machismo e Homofobia"                                                     | 3.500.000                                         |
| 2008 | 28 de maio  | XII    | "Homofobia Mata! Por um Estado Laico de Fato"                                                        | 3.400.000                                         |
| 2009 | 14 de junho | XIII   | "Sem Homofobia, Mais Cidadania – Pela Isonomia dos Direitos!"                                        | 3.100.000                                         |
| 2010 | 7 de junho  | XIV    | "Vote Contra a Homofobia: Defenda a Cidadania!"                                                      | 3.500.000                                         |
| 2011 | 27 de junho | XV     | "Amai-vos uns aos outros: basta de homofobia!"                                                       | 4.000.000                                         |
| 2012 | 10 de junho | XVI    | "Homofobia tem cura: educação e criminalização."                                                     | 4.500.000 (org.) 270.000 (Datafolha)              |
| 2013 | 6 de junho  | XVII   | "Para o armário nunca mais – União e conscientização na luta contra a homofobia."                    | 4.000.000 (org.) 600.000 (PM) 220.000 (Datafolha) |
| 2014 | 4 de maio   | XVIII  | "País vencedor é país sem homolesbostransfobia: chega de mortes! Criminalização já!"                 | 100.000 (PM)                                      |
| 2015 |             | XIX    | "Eu nasci assim, eu cresci assim, vou ser sempre assim: respeitem-me"                                | 2.000.000 (org.) 20.000 (PM)                      |
| 2016 | 28 de maio  | XX     | "Lei de identidade de gênero, já! - Todas as pessoas juntas contra a Transfobia!"                    | 3.000.000 (org.) 190.000 (PM)                     |
| 2017 | 18 de junho | XXI    | "Independente de nossas crenças, nenhuma religião é lei! Todas e todos por um Estado Laico"          | 3.000.000 (org.)                                  |
| 2018 | 3 de junho  | XXII   | "Poder para LGBTI+, Nosso Voto, Nossa Voz"                                                           |                                                   |
| 2019 | 23 de junho | XXIII  | "50 Anos de Stonewall – Nossas Conquistas, Nosso Orgulho de ser LGBT+"                               | 3.000.000                                         |
| 2020 | 14 de junho | XXIV   | "Democracia"                                                                                         | (edição virtual)                                  |
| 2021 | 6 de junho  | XXV    | "HIV/Aids: Ame + Cuide + Viva"                                                                       | (edição virtual)                                  |
| 2022 | 19 de junho | XXVI   | "Vote com orgulho – por uma política que representa"                                                 |                                                   |
| 2023 | 10 de junho | XXVII  | "Queremos políticas sociais para LGBT+ por inteiro e não pela metade"                                |                                                   |
| 2024 | 2 de junho  | XXVIII | "Basta de Negligência e Retrocesso no Legislativo – Vote consciente por direitos da população LGBT+" | 70 mil durante o horário de pico.                 |
| 2025 | 22 de junho | XXIX   | "Envelhecer LGBT+: Memória, Resistência e Futuro"                                                    |                                                   |

* valor incluído no Guinness Book.